# Platyrrhinus
Platyrrhinus es un género de murciélagos frugívoros de la familia Phyllostomidae. Sus especies se distribuyen por el Neotrópico.

## Especies
Se reconocen las siguientes:
- Platyrrhinus albericoi Velazco, 2005
- Platyrrhinus angustirostris Velazco, Gardner & Patterson, 2010
- Platyrrhinus aquilus (Handley & Ferris, 1972)
- Platyrrhinus aurarius (Handley & Ferris, 1972)
- Platyrrhinus brachycephalus (Rouk & Carter, 1972)
- Platyrrhinus chocoensis Alberico & Velasco, 1991
- Platyrrhinus dorsalis Thomas, 1900
- Platyrrhinus fusciventris Velazco, Gardner & Patterson, 2010
- Platyrrhinus guianensis Velazco & Lim, 2014
- Platyrrhinus helleri (Peters, 1866)
- Platyrrhinus infuscus (Peters, 1880)
- Platyrrhinus ismaeli Velazco, 2005
- Platyrrhinus lineatus (É. Geoffroy, 1810)
- Platyrrhinus masu Velazco, 2005
- Platyrrhinus metapalensis Velazco, 2005
- Platyrrhinus nitelinea Velazco & Gardner, 2009
- Platyrrhinus recifinus (Thomas, 1901)
- Platyrrhinus umbratus (Lyon, 1902)
- Platyrrhinus vittatus (Peters, 1860)